# Ủy ban Chấp hành Trung ương toàn Nga
Ủy ban Chấp hành Trung ương toàn Nga (tiếng Nga: Всероссийский Центральный Исполнительный Комитет, đã Latinh hoá: Vserossiyskiy Tsentral'nyy Ispolnitel'nyy Komitet), thường được viết ngắn gọn là VTsIK (tiếng Nga: ВЦИК), là một cơ cấu chính quyền của nước Nga Xô viết tồn tại từ năm 1917 đến năm 1937. Các thành viên của VTsIK được bầu bởi Đại hội Xô viết Toàn Nga, là cơ quan quyền lực nhà nước cao nhất, giữ vai trò thường trực với các chức năng cơ quan lập pháp, hành chính và giám sát của Nga Xô viết.
VTsIK được bầu ra lần đầu tiên vào tháng 6 năm 1917, trước khi nổ ra Cách mạng tháng 10, khi đó nó chưa giữ vai trò như một cơ quan nhà nước. Đến Đại hội VTsIK lần thứ hai, trong Cách mạng tháng 10, những người bolshevik đã chuyển đổi VTsIK trở thành một cơ quan lập pháp và hành pháp cho đến năm 1937. Vào năm đó, Hiến pháp Cộng hòa Xã hội chủ nghĩa Xô viết Liên bang Nga quy định rằng chính quyền cao nhất thuộc về Xô viết Tối cao Liên Xô.

## Tổ chức
Hiến pháp Nga năm 1918 đòi hỏi các VTsIK triệu tập Đại hội Xô viết toàn Nga không ít hơn hai lần trong một năm (Quy chế 26 Điều III). Đại hội bổ sung có thể được gọi bởi VTsIK hoặc theo yêu cầu của Liên Xô địa phương. VTsIK được bầu bởi một Quốc hội đầy đủ, với không quá 200 cá nhân. Nó hoàn toàn phụ thuộc vào Quốc hội. Các chức năng trường đại học hoặc Đoàn chủ tịch không được tuyên bố trong Hiến pháp, nhưng có lẽ chúng được cho là hoàn toàn là cơ quan giám sát hoặc xét lại.

## Lịch sử
Ủy ban Chấp hành Trung ương Toàn Nga lần đầu tiên được bầu tại Đại hội Xô viết toàn Nga đầu tiên tại Petrograd ngày 3 tháng 6 năm 1917. Lúc này, những người bolshevik chưa nắm hoàn toàn chính quyền, vì vậy VTsIK không phải là cơ quan nhà nước và Chủ tịch Nikolai Chkheidze không phải là người đứng đầu nhà nước Nga.
Trong Cách mạng tháng 10, Đại hội Xô viết toàn Nga lần thứ hai đã họp và bầu ra VTsIK thứ hai. Cơ quan này về sau trở thành cơ quan chính quyền của nước Nga Xô viết.
Thành phần của nó bấy giờ gồm:
62 người thuộc phái Bolshevik
29 người thuộc phái Cách mạng xã hội chủ nghĩa cánh tả
10 người thuộc phái Menshevik và Cánh mạng xã hội chủ nghĩa cánh hữu
Chủ tịch đầu tiên của VTsIK là Lev Kamenev, người chỉ đạo công việc hàng ngày của Ủy ban. Ông chỉ bỏ phiếu nếu có sự phân chia đồng đều trong ủy ban.
Tên đầy đủ của VTsIK bấy giờ là "Ủy ban Chấp hành Trung ương Toàn Nga Xô viết Công nhân, Nông dân, Hồng quân và đại biểu Cossack" (tiếng Nga: Всероссийский Центральный Исполнительный Комитет Советов рабочих, крестьянских, красноармейских и казачьих депутатов).
Từ khi thành lập Liên Xô năm 1922, cơ quan này đã hạ cấp từ cấp cao nhất (liên bang) xuống cấp thứ hai (cộng hòa liên bang).
Sau khi thông qua Hiến pháp Liên Xô năm 1936, cơ quan này đã được thay thế bằng Xô viết Tối cao Liên Xô.

## Chủ tịch VTsIK
- Lev Kamenev: 9/11/1917 - 21/11/1917 (lịch Julian)
- Yakov Sverdlov: 21/11/1917 - 16/3/1919 (lịch Julian) (chết tại chức)
- Mikhail Vladimirski: 16 tháng 3 năm 1919 - 30 tháng 3 năm 1919 (lịch Julian)
- Mikhail Kalinin[4]: 30 tháng 3 năm 1919 (lịch Julian)- 19 tháng 7 năm 1938 (lịch Gregorian)

## Bí thư VTsIK
- Varlam Avanesov: 1917-1918
- Avel Yenukidze: 1918-1922
- Leonid Serebryakov: 1919-1920
- Pyotr Zalutsky: 1920-1922
- Mikhail Tomsky: 1921-1922
- Timofei Sapronov: 1922-1923
- Aleksei Kiselyov: 1924-1937